# Королівська дорога (Чилі)

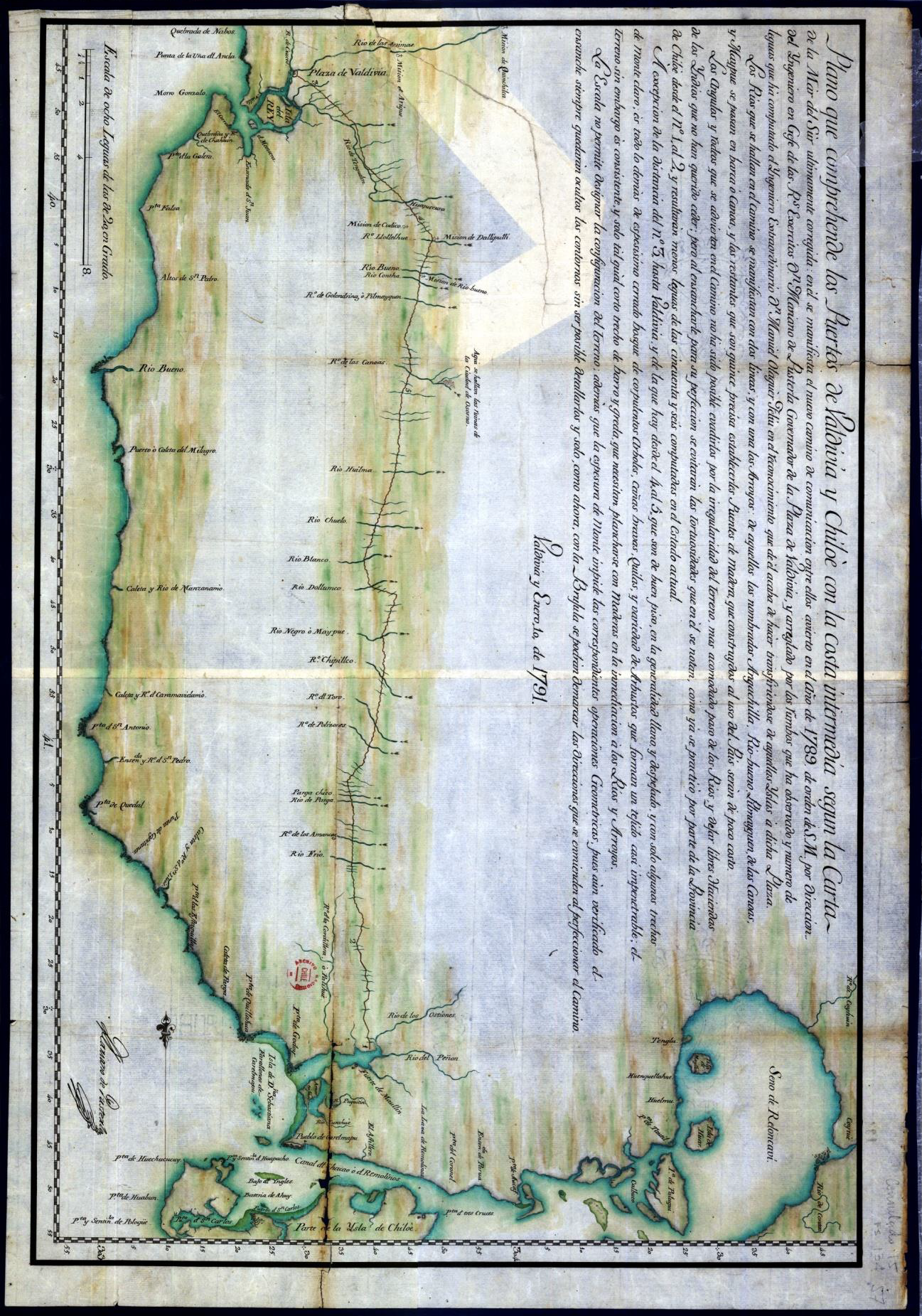
Карта Королівської дороги в Чилі між Вальдивією та Чилое, складена 1791 року

Королівська дорога або Каміно-Реал (ісп. El Camino Real) — історичний маршрут, що з'єднував місто Вальдивія із селищем Маульїн, а відтак — з островом Чилое.

## Маршрут
Дорога розпочиналася в селищі Корраль поблизу Вальдивії. Далі вона проходила через Ріо-Буено, Осорно, річку Майпуе, частково через Чилійський прибережний хребет. Закінчувалася вона поблизу селища Маульїн неподалік протоки Чакао, яка відділяє Чилое від континентального Чилі.

## Історія
Реалізація проєкту відновлення старої Королівської дороги між Вальдивією та Чилое, втраченої 1603 року, стала можливою внаслідок збігу інтересів Іспанської імперії, влади губернаторств Чилое та Вальдивія. Стратегічні інтереси Іспанської Корони ґрунтувалися на побоюваннях того, що її суперник, Велика Британія, може спробувати закріпитись на південних периферійних територіях Чилі. Водночас тодішні королі Іспанії Карл III (1759—1788) та Карл IV (1788—1808) проводили політику розбудови доріг на теренах імперії.
1784 року Карл III видав інтендантові Чилое Франсіско Уртадо указ побудувати зазначений шлях. 1786 року губернатор Вальдивії Маріано Пустерла почав будувати дорогу з півночі. Загалом, обидва губернатори спекулювали на темі будівництва Королівської дороги, щоб записати його до своїх заслуг.
Обидва губернатори мали протилежні погляди щодо питання прокладання дороги через територію корінного народу уїльїчі. Пустерла пропонував зробити це мирним шляхом, тоді як Уртадо — воєнним. 1787 року інтендант Чилое розпочав вторгнення на територію уїльїчів. Тоді їхні касики Тангол та Катігуала поїхали до Вальдивії для переговорів з губернатором. За підсумками переговорів 24 лютого 1789 року на березі річки Ріо-Буено було укладено мирний договір, за яким уїльїчі повинні були не протистояти відновленню міста Осорно та будівництву Королівської дороги.
З 1790 року проєктом керував Мануель Олагер Феліу. Під його керівництвом 1791 року розпочалося будівництво дороги. 12 лютого з боку Чилое розпочалося розширення шляху, по якому має проходити Королівська дорога. Влітку з боку Вальдивії просування розпочала група будівельників у складі 140 в'язнів, 20 солдатів та 4 капралів. За час будівництва дороги зведено 70 мостів. Будівництво завершено 1793 року.
За повідомленням хірурга Ісідро Сапати, серед будівельників під час будівництва виникла епідемія дизентерії.

## Наслідки
Королівська дорога після завершення будівництва була головним шляхом сполучення між Вальдивією та Чилое.
Після відкриття уздовж Королівської дороги почали з'являтися нові невеликі поселення, як-от Ріачуело та Маульїн.

## Сучасність
Зараз головною дорогою, яка з'єднує Вальдивію та Чилое, є автомобільний шлях Ruta 5. Проте за маршрутом Королівської дороги зараз також проходить шлях сполучення Вальдивії та Чилое. У місті Осорно цей шлях відповідає сучасному Avenida Real уздовж через сектор Лас-Вегас до сектора Рауе. Далі маршрут Королівської дороги пролягає по сучасній трасі Ruta U-72.
Королівська дорога зараз рекламується як найстаріша історична дорога в південному Чилі з метою розвитку сільського туризму в регіоні.